# Spirit Airlines
A Spirit Airlines é uma companhia aérea norte-americana de baixo custo. Opera voos regulares em todas as Américas. Tem sua sede em Miramar, na Flórida, possui hubs em  Fort Lauderdale, também na Flórida, e Detroit. Mais da metade dos voos da companhia são para destinos nas Bahamas, Caribe e América Latina.
Em 7 de fevereiro de 2022, a empresa anunciou uma joint-venture com a companhia aérea Frontier Airlines. 

## Frota

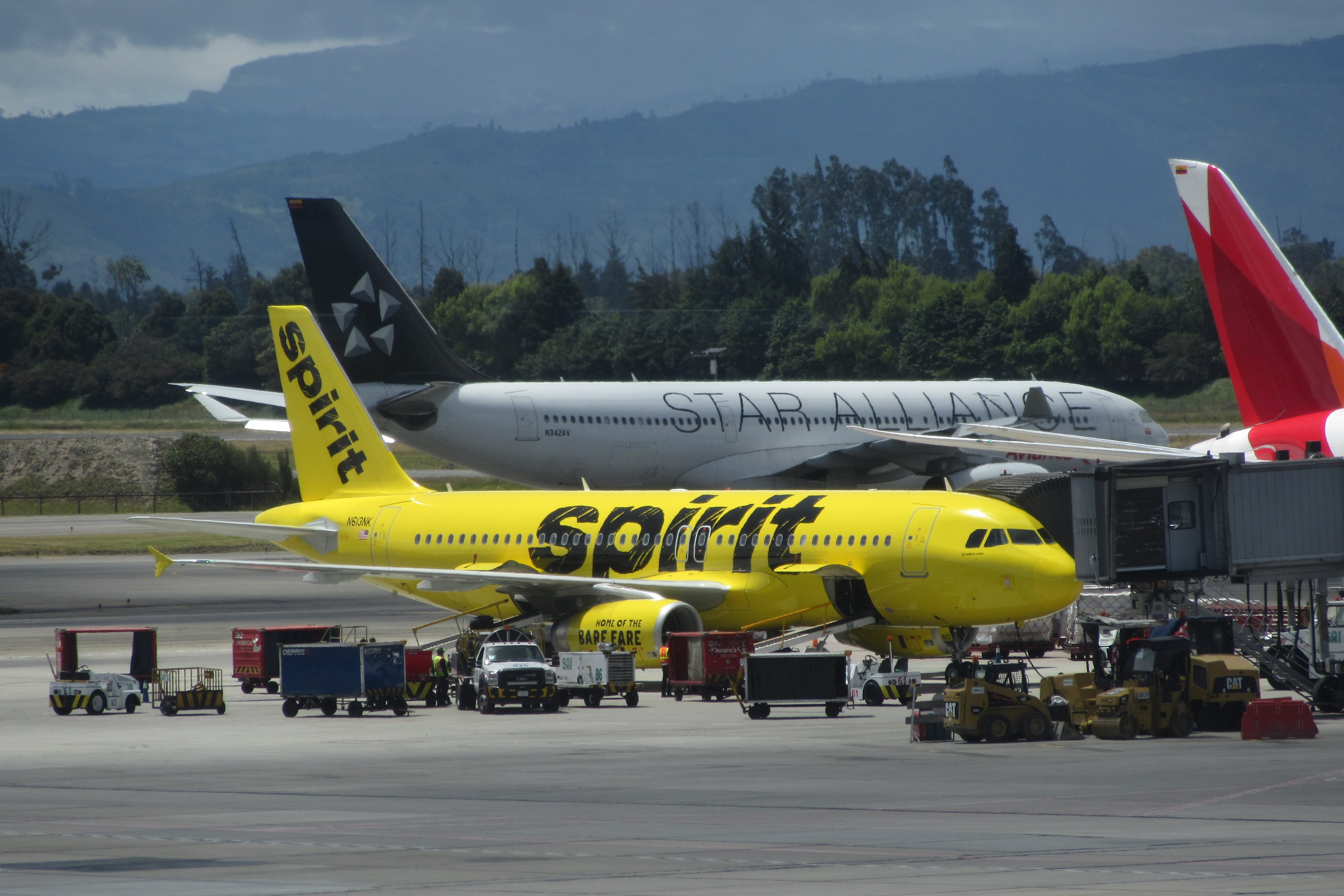
Airbus A320 da Spirit Airlines em Bogotá.

A frota da empresa em Março de 2025 era composta por.
| Modelo          | Quantidade |
| --------------- | ---------- |
| Airbus A320-200 | 51         |
| Airbus A320Neo  | 91         |
| Airbus A321-200 | 23         |
| Airbus A321Neo  | 30         |
| Total           | 195        |